# Calcineurin

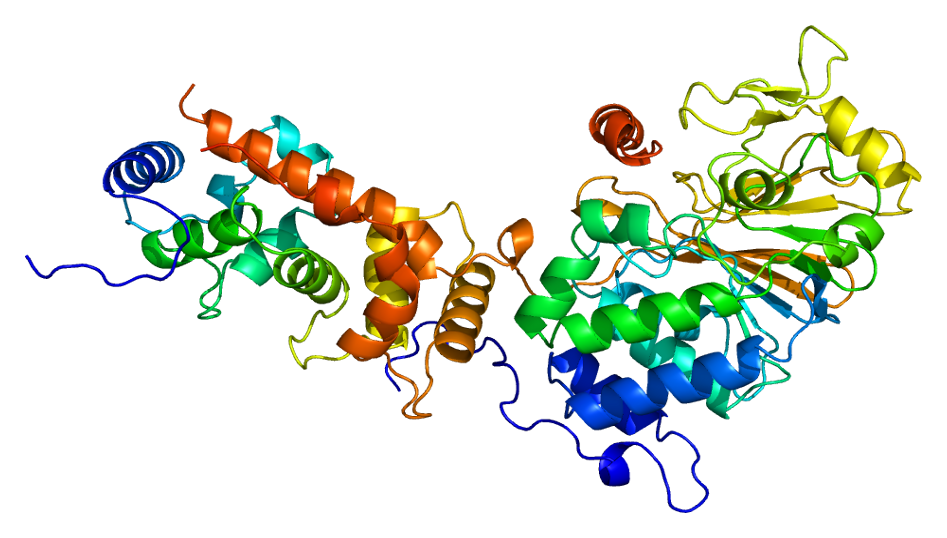
Cấu trúc tinh thể của dị vòng calcineurin bao gồm các tiểu đơn vị xúc tác (PPP3CA) và quy định (PPP3R1).

Calcineurin (CaN) là một calci và calmodulin phụ thuộc serine/threonine protein phosphatase (còn được gọi là protein phosphatase 3, và calci phụ thuộc vào serine-threonine phosphatase). Nó kích hoạt các tế bào T của hệ thống miễn dịch và có thể bị chặn bởi thuốc. Calcineurin kích hoạt yếu tố hạt nhân của tế bào chất tế bào T hoạt hóa (NFATc), một yếu tố phiên mã, bằng cách khử phospho hóa nó. Sau đó, NFATc được kích hoạt được chuyển vào nhân, trong đó nó điều chỉnh tăng sự biểu hiện của interleukin 2 (IL-2), từ đó, kích thích sự tăng trưởng và biệt hóa của phản ứng tế bào T. Calcineurin là mục tiêu của một nhóm thuốc gọi là thuốc ức chế calcineurin, bao gồm ciclosporin, voclosporin, pimecrolimus và tacrolimus.

## Kết cấu
Calcineurin là một heterodimer của 61-kD calmodulin ràng buộc xúc tác tiểu đơn vị, calcineurin A và 19-kD Ca2 + -binding tiểu đơn vị quy định, calcineurin B. Có ba isozyme của tiểu đơn vị xúc tác, mỗi mã hóa bởi một gen riêng biệt (PPP3CA, PPP3CB và PPP3CC) và hai đồng dạng của quy định, cũng được mã hóa bởi các gen riêng biệt (PPP3R1, PPP3R2). 
| protein phosphatase 3, catalytic subunit, alpha isozyme | protein phosphatase 3, catalytic subunit, alpha isozyme |
| Danh pháp                                               | Danh pháp                                               |
| ------------------------------------------------------- | ------------------------------------------------------- |
| Ký hiệu                                                 | PPP3CA                                                  |
| Ký hiệu khác                                            | CALN, CALNA                                             |
| Entrez                                                  | 5530                                                    |
| HUGO                                                    | 9314                                                    |
| OMIM                                                    | 114105                                                  |
| RefSeq                                                  | NM_000944                                               |
| UniProt                                                 | Q08209                                                  |
| Dữ liệu khác                                            |                                                         |
| Số EC                                                   | 3.1.3.16                                                |
| Locus                                                   | Chr. 4 q24                                              |

| protein phosphatase 3, catalytic subunit, beta isozyme | protein phosphatase 3, catalytic subunit, beta isozyme |
| Danh pháp                                              | Danh pháp                                              |
| ------------------------------------------------------ | ------------------------------------------------------ |
| Ký hiệu                                                | PPP3CB                                                 |
| Ký hiệu khác                                           | CALNB                                                  |
| Entrez                                                 | 5532                                                   |
| HUGO                                                   | 9315                                                   |
| OMIM                                                   | 114106                                                 |
| RefSeq                                                 | NM_021132                                              |
| UniProt                                                | P16298                                                 |
| Dữ liệu khác                                           |                                                        |
| Số EC                                                  | 3.1.3.16                                               |
| Locus                                                  | Chr. 10 q22.2                                          |

| protein phosphatase 3, catalytic subunit, gamma isozyme | protein phosphatase 3, catalytic subunit, gamma isozyme |
| Danh pháp                                               | Danh pháp                                               |
| ------------------------------------------------------- | ------------------------------------------------------- |
| Ký hiệu                                                 | PPP3CC                                                  |
| Entrez                                                  | 5533                                                    |
| HUGO                                                    | 9316                                                    |
| OMIM                                                    | 114107                                                  |
| RefSeq                                                  | NM_005605                                               |
| UniProt                                                 | P48454                                                  |
| Dữ liệu khác                                            |                                                         |
| Số EC                                                   | 3.1.3.16                                                |
| Locus                                                   | Chr. 8 p21.3                                            |

| Calcineurin | Calcineurin |
| Danh pháp   | Danh pháp   |
| ----------- | ----------- |
| Ký hiệu     | ?           |

| Calcineurin | Calcineurin |
| Danh pháp   | Danh pháp   |
| ----------- | ----------- |
| Ký hiệu     | ?           |

## Cơ chế hoạt động
Khi một tế bào trình diện kháng nguyên tương tác với một thụ thể tế bào T trên các tế bào T, sẽ có sự gia tăng mức độ tế bào chất của calci, kích hoạt calcineurin bằng cách liên kết với một tiểu đơn vị điều tiết và kích hoạt liên kết với peaceodulin. Calcineurin gây ra các yếu tố phiên mã (NFAT) rất quan trọng trong phiên mã các gen IL-2. IL-2 kích hoạt tế bào lympho T-helper và gây ra sự sản xuất các cytokine khác. Theo cách này, nó chi phối hoạt động của các tế bào lympho gây độc tế bào. Lượng IL-2 được sản xuất bởi các tế bào T-helper được cho là ảnh hưởng đáng kể đến mức độ đáp ứng miễn dịch.

## Liên quan lâm sàng

### Bệnh thấp khớp
Thuốc ức chế calcineurin được kê toa cho viêm khớp dạng thấp dành cho người lớn (RA) dưới dạng thuốc đơn lẻ hoặc kết hợp với methotrexate. Công thức vi nhũ tương được Cục Quản lý Thực phẩm và Dược phẩm Hoa Kỳ chấp thuận để điều trị RA hoạt động nghiêm trọng. Nó cũng được quy định đối với: viêm khớp vảy nến, bệnh vẩy nến, cấp mắt bệnh behçet, viêm khớp vô căn vị thành niên, người lớn và vị thành niên polymyositis và viêm da cơ, người lớn và vị thành niên lupus ban đỏ hệ thống, lupus người lớn viêm thận màng, xơ cứng toàn thân, thiếu máu bất sản, steroid chống hội chứng thận hư, viêm da dị ứng, hen suyễn nặng do corticosteroid, viêm loét đại tràng nặng, pemphigus vulgaris, nhược cơ và bệnh khô mắt, có hoặc không có hội chứng Sjögren (dùng dưới dạng nhũ tương nhãn khoa).

### Tâm thần phân liệt
Calcineurin được liên kết với các thụ thể cho một số hóa chất não bao gồm glutamate, dopamine và GABA. Một thí nghiệm với những con chuột biến đổi gen không thể sản xuất calcineurin cho thấy các triệu chứng tương tự như ở người bị tâm thần phân liệt: suy giảm trí nhớ làm việc, thiếu chú ý, hành vi xã hội bất thường và một số bất thường khác đặc trưng của tâm thần phân liệt.

### Bệnh tiểu đường
Calcineurin cùng với NFAT, có thể cải thiện chức năng của các tế bào beta tuyến tụy của bệnh nhân tiểu đường. Do đó tacrolimus góp phần vào sự phát triển thường xuyên của bệnh tiểu đường mới sau ghép thận.
Tín hiệu calcineurin/NFAT là cần thiết cho sự trưởng thành và chức năng của phổi chu sinh.

### Cấy ghép nội tạng
Các chất ức chế calcineurin như tacrolimus được sử dụng để ức chế hệ thống miễn dịch ở người nhận allotransplant nội tạng để ngăn chặn sự từ chối của mô cấy ghép.

## Tương tác
Calcineurin đã được chứng minh là tương tác với DSCR1  và AKAP5.